# Famille Guéneau de Mussy
Cette page explique l’histoire ou répertorie les différents membres de la famille Guéneau.
La famille Guéneau de Mussy est une famille française

## Personnalités
- François Guéneau de Mussy (1717-1788), subdélégué de l'intendance, collaborateur de Buffon
- Philippe Guéneau de Montbeillard (1720-1785), naturaliste et ornithologue, collaborateur de Buffon
- François Guéneau de Mussy (1774-1853), médecin du roi, directeur de l'École normale supérieure
- Philibert Guéneau de Mussy (1776-1834), homme de lettres français
- Louis Guéneau d'Aumont (1781-1868), professeur à la faculté des sciences de Dijon
- Frédéric Guéneau de Mussy (1787-1831), homme de lettres français
- Noël Guéneau de Mussy (1813-1885), médecin français
- Henri Guéneau de Mussy (1814-1892), médecin de la Maison d'Orléans